# Kokouvi Pedomey
Kokouvi Pedomey (ur. 29 listopada 1979) – piłkarz togijski grający na pozycji bramkarza.

## Kariera klubowa
W swojej karierze Pedomey grał między innymi w klubie Entente Lomé.

## Kariera reprezentacyjna
W 2000 roku Pedomey został powołany do reprezentacji Togo na Puchar Narodów Afryki 2000. Był na nim rezerwowym bramkarzem dla Kossiego Agassy i nie rozegrał żadnego spotkania.